# A2 Ethniki 2000-2001
L'A2 Ethniki 2000-2001 è stata la 40ª edizione della seconda divisione greca di pallacanestro maschile. La 15ª edizione con il nome di A2.

## Classifica finale
| #  | Teams                        | P  | V  | P  | PF   | PS   | Pt | Qualificate |
| -- | ---------------------------- | -- | -- | -- | ---- | ---- | -- | ----------- |
| 1  | K.A.O. Dramas                | 26 | 19 | 7  | 2163 | 1957 | 45 | Promozione  |
| 2  | Ionikos Neas Filadelfeias BC | 26 | 19 | 7  | 2044 | 1877 | 45 | Promozione  |
| 3  | Iōnikos Nikaias              | 26 | 18 | 8  | 1951 | 1833 | 44 |             |
| 4  | Apollon Patrasso             | 26 | 17 | 9  | 1980 | 1815 | 43 |             |
| 5  | MENT BC                      | 26 | 17 | 9  | 2025 | 1870 | 43 |             |
| 6  | G.S. Larissa                 | 26 | 16 | 10 | 2040 | 1920 | 42 |             |
| 7  | Panellīnios                  | 26 | 13 | 13 | 2053 | 2082 | 39 |             |
| 8  | Palaio Faliro                | 26 | 13 | 13 | 1930 | 1943 | 39 |             |
| 9  | Olympia Larissa BC           | 26 | 11 | 15 | 1878 | 1967 | 37 |             |
| 10 | Papagou                      | 26 | 10 | 16 | 1923 | 2031 | 36 |             |
| 11 | Sporting Atene               | 26 | 9  | 17 | 1870 | 2082 | 35 |             |
| 12 | Ajax Evosmou                 | 26 | 9  | 17 | 1908 | 2078 | 35 |             |
| 13 | G.S. Ariōn                   | 26 | 8  | 18 | 2008 | 2077 | 34 | Retrocesse  |
| 14 | Esperos Kallithea            | 26 | 3  | 23 | 1921 | 2162 | 29 | Retrocesse  |